# Laurent Munier
Laurent Munier, född 30 september 1966 i Lyon, är en fransk handbollsspelare.
Han tog OS-brons i herrarnas turnering i samband med de olympiska handbollstävlingarna 1992 i Barcelona.